# Gorilla Zoe
Gorilla Zoe, właściwie Alonzo Mathis (ur. 26 stycznia 1983 w Atlancie, w stanie Georgia) – amerykański raper; członek zespołu hip-hopowego Boyz n da Hood.

## Dyskografia

### Albumy studyjne
| Rok  | Tytuł | Najwyższa pozycja | Najwyższa pozycja | Najwyższa pozycja |
| Rok  | Tytuł | U.S. 200          | U.S. R&B          | U.S. Rap          |
| ---- | --- | ----------------- | ----------------- | ----------------- |
| 2007 | Welcome to the Zoo - Data wydania: 25 września, 2007 - Wytwórnia: Bad Boy South/Block - Format: CD, digital download | 18                | 1                 | 3                 |
| 2009 | Don't Feed da Animals - Data wydania: 17 marca, 2009 - Wytwórnia: Bad Boy South/Block - Format: CD, digital download | 8                 | 2                 | 1                 |
| 2011 | King Kong - Data wydania: 22 marca, 2011 - Wytwórnia: Bad Boy South/Block - Format: CD, digital download             | 56                | 12                | 8                 |

### Single

#### Solowe
| Rok  | Tytuł                                         | Najwyższa pozycja | Najwyższa pozycja | Najwyższa pozycja | Album                 |
| Rok  | Tytuł                                         | U.S. Hot 100      | U.S. R&B          | U.S. Rap          | Album                 |
| ---- | --------------------------------------------- | ----------------- | ----------------- | ----------------- | --------------------- |
| 2007 | "Hood Nigga"                                  | 38                | 13                | 7                 | Welcome to the Zoo    |
| 2008 | "Juice Box" (featuring Yung Joc)              | —                 | 78                | —                 | Welcome to the Zoo    |
| 2008 | "Lost" (featuring Lil Wayne)                  | 71                | 29                | 10                | Don't Feed Da Animals |
| 2009 | "What It Is" (featuring Rick Ross & Kollosus) | —                 | 100               | 6                 | Don't Feed Da Animals |
| 2009 | "Echo"                                        | 57                | —                 | 25                | Don't Feed Da Animals |
| 2010 | "Vampire"                                     | —                 | —                 | —                 | King Kong             |
| 2010 | "What's Goin' On"                             | —                 | 99                | —                 | King Kong             |
| 2011 | "Twisted" (featuring Lil Jon)                 | 77                | —                 | —                 | King Kong             |